# آوگوست گوتینگر
آوگوست گوتینگر (به انگلیسی: August Güttinger) ژیمناست زادهٔ ۱۰ ژوئیه ۱۸۹۲ میلادی اهل کشور سوئیس است.